# Enphase Energy
Enphase Energy es una empresa de tecnología energética estadounidense que cotiza en NASDAQ y tiene su sede en Fremont, California. Enphase diseña y fabrica soluciones de energía para el hogar impulsadas por software que abarcan la generación solar, el almacenamiento de energía en el hogar y la supervisión y el control basados en la web. Enphase ha enviado unos veinte millones de microinversores solares, principalmente a los mercados residenciales y comerciales de América del Norte, Europa y Australia. Los microinversores convierten la energía de corriente continua del panel solar (CC) directamente en corriente alterna (CA) compatible con la red para su uso o exportación. Enphase fue la primera empresa en comercializar con éxito el microinversor a gran escala y sigue siendo el líder del mercado en su producción.

## Historia
Enphase Energy fue pionera en el concepto de microinversor. La idea básica detrás de un microinversor es convertir, administrar y monitorear la energía por panel, en lugar de toda la gama de paneles. Esto reduce el tamaño del inversor que se puede colocar en la parte posterior del panel, produciendo un "panel de CA". Dicho sistema puede conectarse directamente a la red o entre sí para producir matrices más grandes. Esto contrasta con el enfoque tradicional del inversor central, en el que muchos paneles se conectan en serie en el lado de CC y luego se ejecutan en masa a un solo inversor más grande.
Después del colapso de las telecomunicaciones en 2001, Martín Fornage de Cerent Corporation estaba buscando nuevos proyectos. Cuando vio el bajo rendimiento del inversor de cadena para el panel solar en su rancho, se asoció con otro ingeniero de Cerent, Raghu Belur, y formaron PVI Solutions. Los dos eligieron a Paul Nahi para ser CEO a fines de 2006, y Fornage, Belur y Nahi formaron Enphase Energy, Inc. a principios de 2007. Posteriormente, se desarrolló el primer prototipo de microinversor. Con aproximadamente $ 6 millones en capital privado para 2008, Enphase lanzó su primer producto, el M175, con un éxito moderado. Su producto de segunda generación, el M190 de 2009, fue mucho más exitoso, con ventas de aproximadamente 400.000 unidades en 2009 y principios de 2010. Enphase creció rápidamente hasta un 13% de cuota de mercado para sistemas residenciales a mediados de 2010, con el objetivo de alcanzar el 20% para fin de año.
Enviaron su inversor número 500.000 a principios de 2011 y su inversor número 1.000.000 en septiembre del mismo año. La tercera generación M215 se lanzó en el verano de 2011 y había vendido más de un millón de todos los modelos en 2011, lo que eleva su base instalada a 1,55 millones de inversores y una cuota de mercado del 34,4%. En 2013 se lanzó una cuarta generación, la M250.
A partir de 2012 , sus inversores capturaron el 53,5% de la cuota de mercado de las instalaciones residenciales en los EE. UU., Lo que representa el 72% del mercado mundial de microinversores. Esto los convierte en el sexto fabricante de inversores de cualquier tipo en todo el mundo. Enphase ha experimentado con el mercado europeo comenzando en Francia y ofreciendo ventas en Francia, Bélgica, los Países Bajos, Luxemburgo e Italia. Sin embargo, tuvieron mucho más éxito en el Reino Unido y, más tarde, en Australia. A partir de 2013, aproximadamente el 20% de sus ventas se realiza fuera de América del Norte.
En 2012 y 2013, Enphase experimentó una creciente presión sobre los precios debido a la rápida caída de los precios en el mercado de inversores. Los líderes del mercado se enfrentaron a la erosión de la participación de mercado frente a las empresas más nuevas, la mayoría de ellas del lejano oriente. Sin embargo, en 2019, Enphase sigue siendo el principal proveedor de microinversores solares a nivel mundial.

## Productos

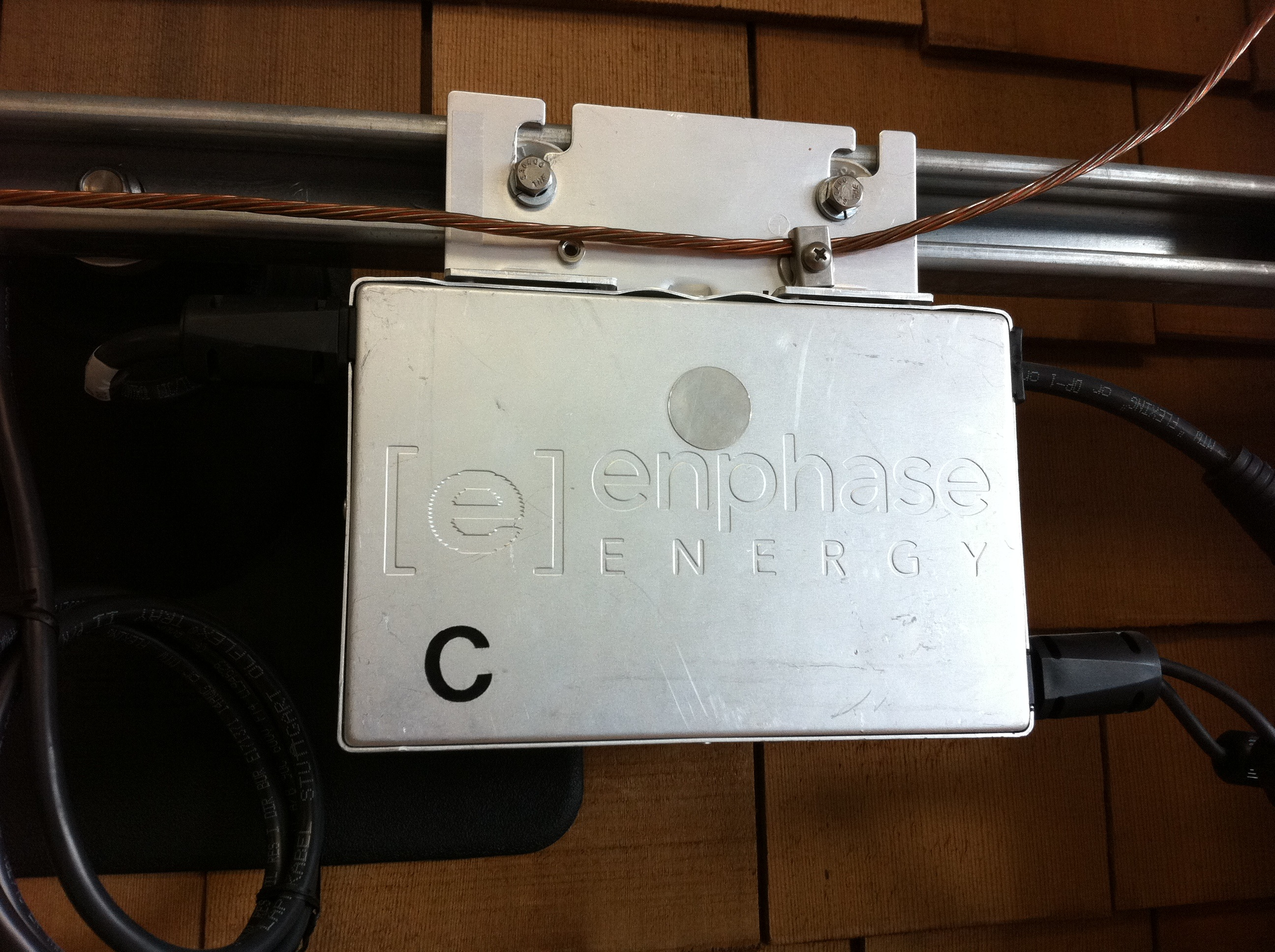
Un Enphase M190 montado y conectado a tierra.

Todos los microinversores de Enphase son convertidores de potencia completamente autónomos. En el caso de un inversor fotovoltaico en la azotea, la unidad convertirá la CC de un solo panel solar en energía de CA compatible con la red, siguiendo el punto de máxima potencia del panel. Dado que los microinversores de la serie "S" (p. Ej. S280) todos los microinversores de Enphase han sido compatibles con la función de red avanzada y la alimentación bidireccional. Esto permite que un microinversor produzca energía en la dirección CC-CA, para aplicaciones solares, o en las direcciones CC-CA y CA-CC, para uso con batería. Los microinversores de los productos de batería de Enphase son exactamente las mismas unidades que están instaladas en el techo, con solo cambios de configuración de software.

### Productos heredados
El M175 fue su primer producto, lanzado en 2008. Fue diseñado para producir 175 vatios de energía de CA, pero es capaz de hasta un 5% más. El M175 estaba empaquetado en una caja de aluminio fundido relativamente grande, similar a las cajas utilizadas en los amplificadores de televisión por cable que se ven en los postes telefónicos. El cableado se pasó a través de la caja mediante accesorios de compresión y los inversores se conectaron entre sí mediante una conexión de cierre giratorio. También estuvo disponible por tiempo limitado un número limitado de modelos M210, basados en el mismo sistema de generación.
Debido a un alto nivel de fallas, el M175 fue retirado del mercado y reemplazado por el M190 en 2009. El M190 ofrece una potencia nominal ligeramente superior de 190 vatios (con un máximo de 199). El sistema estaba empaquetado en una caja mucho más pequeña, esta vez llena de material de relleno epoxi para manejar la disipación de calor, y conexiones de cable integradas que reemplazan los accesorios de compresión anteriores. Por lo demás, el sistema era similar, utilizaba los mismos conectores y cableado que el M175, y los dos diseños podían mezclarse en una cadena. Al igual que su predecesor, el M175, el M190 también ha estado plagado de una alta tasa de fallas.
Casi al mismo tiempo, la compañía también lanzó el D380, que era esencialmente dos M190 en una sola caja más grande. Para inversores pequeños como el M190, la caja y su ensamblaje representaron una parte significativa del costo total de producción, por lo que al colocar dos en una sola caja, el costo se distribuye. El D380 también introdujo un nuevo sistema de cableado entre inversores basado en un sistema de "cable de bajada". Esto colocó un solo conector en un cable corto en el inversor y usó un cable separado con uno o tres conectores en él. Los arreglos se construyeron uniendo hasta tres D380 con un solo cable de derivación y luego conectándolos a otros cables de derivación utilizando conectores de ajuste por torsión más grandes.
En 2011, toda la línea fue reemplazada por el M215 de tercera generación, combinando las características del M190 y D380 mientras mejora la confiabilidad. Como el M190, el M215 era un solo inversor, ahora en una caja mucho más pequeña. Al igual que el D380, el M215 utilizó un sistema de cableado troncal con cables conectores cortos en los inversores. Sin embargo, en lugar de un cable de una o tres derivaciones, el sistema Engage del M215 utilizó un rollo largo de cables con conectores empalmados. El instalador corta el cable Engage a la longitud requerida y luego tapa los extremos abiertos como resultado.
En 2013, se lanzó el M250, que ofrece un nuevo sistema de conexión a tierra (Integrated Ground - IG) que elimina el conductor de conexión a tierra externo requerido por NEC, una mayor confiabilidad y una mayor eficiencia (96,5%), junto con un aumento de potencia a 250W. Mientras que los modelos anteriores llevaban todos el nombre de la potencia nominal máxima, el M250 en realidad se refiere a su potencia máxima. Usando la misma convención, el M190 se llamaría M199. Por lo demás, el M250 es idéntico al M215 anterior (que también se actualizó con IG) y es compatible con el mismo sistema de cableado Engage.
Todos los modelos de Enphase utilizan comunicaciones de línea eléctrica para pasar datos de supervisión entre los inversores y la puerta de enlace de comunicaciones Envoy . Envoy almacena datos de rendimiento diarios hasta por un año y, cuando está disponible, permite que el servicio web Enlighten de Enphase descargue datos aproximadamente cada 15 minutos. Los clientes e instaladores pueden revisar los datos en el sitio web de Enlighten.

### Productos actuales
En 2015, la compañía lanzó su quinta generación de productos. Los microinversores S230 y S280 tienen la mayor eficiencia para la electrónica de potencia a nivel de módulo al 97%, ofrecen una funcionalidad de red avanzada como control de potencia reactiva y cumplen con los requisitos reglamentarios como la Norma Eléctrica 21 en California y la Norma 14H en Hawái. El Envoy-S de próxima generación ofrece medición de nivel de ingresos de la producción solar, monitoreo del consumo y Wi-Fi integrado. La empresa también se trasladó al almacenamiento de energía en el hogar con su sistema de almacenamiento que incluye una batería de CA, una oferta modular de fosfato de hierro y litio de 1,2 kWh dirigida a usuarios residenciales que forma parte de una solución de energía para el hogar . Home Energy Solution se lanzó en Australia a mediados de 2016.
En 2017 comenzó la introducción de la nueva arquitectura IQ, que utiliza un nuevo sistema de cableado. Dos conductores, en lugar de cuatro, están integrados y cumplen con los códigos eléctricos debido al uso de GFCI, sin necesidad de un neutro y sin materiales conductores en el gabinete. Los productos iniciales fueron el IQ6 e IQ6 +, seguidos en 2018 por el IQ7. En 2019, la serie IQ8 permitirá la producción continua de energía durante cortes de red durante el día sin necesidad de baterías.